# 國民球場
國民球場（英語：Nationals Park）是美國華盛頓特區的一座棒球場。現為美國職棒大聯盟（MLB）華盛頓國民隊之主場。落成於2008年，可容納41,487人。國民球場為美國第一個獲LEED認證的綠色職業體育場和少數沒有被企業冠名的球場，除了屋頂的多重綠化設計概念外、球場外觀也以減少向空氣排放過多熱量為主。

## 外部連結
- 球場官方網站（页面存档备份，存于） （英文）